# جينارو موناكو
جينارو موناكو (بالإيطالية: Gennaro Monaco)‏ هو لاعب كرة قدم ومدرب كرة قدم إيطالي في مركز قلب الدفاع، ولد في 5 يناير 1968 في نابولي في إيطاليا. لعب مع نادي إمبولي ونادي تارانتو 1927 ونادي كاتانيا ونادي نابولي.

## وصلات خارجية
- جينارو موناكو على موقع قاعدة بيانات كرة القدم.إي يو (الإنجليزية)
- جينارو موناكو على موقع عالم كرة القدم.نت (الإنجليزية)